# Trinervitermes trinervoides
Trinervitermes trinervoides (лат.) — вид носатых термитов-жнецов из южной Африки (Nasutitermitinae). Фуражировка за срезаемыми кусочками трав (размером около 8 мм) происходит в ночное время при температуре 10—14 °C, а в лабораторных условиях наблюдается при 13—25 °C. Фуражировочная территория колонии достигает 214 м². Команда фуражиров состоит в основном из рабочих особей (около 60 %), малых солдат (около 30 %) и крупных солдат (около 10 %) и может удаляться до 37 м от ближайшего термитника. Пик фуражировочной активности наблюдается между 24:00 и 04:00.
Ежедневные изменения температуры термитника меньше в более крупных гнёздах.